# Université du Limpopo
L'université du Limpopo (ou UL) est une université publique d'Afrique du Sud située dans les provinces du Limpopo et du Gauteng.

## Historique
L'université du Limpopo est née le 1er janvier 2005 de la fusion de deux autres institutions : Medical University of Southern Africa et University of the North.

## Composition
L'université du Limpopo est composée de quatre facultés :
- Faculté des sciences de la santé
- Faculté des sciences humaines
- Faculté des sciences et de l'agriculture
- Faculté de gestion et de droit